# Tisová (Tachovi járás)
Tisová település Csehországban, Tachovi járásban. Tisová Tachov, Bor, Částkov, Staré Sedliště és Kočov településekkel határos. Lakosainak száma 517 fő (2024. január 1.).

## Népesség
A település lakosságának változását az alábbi diagram mutatja:
| Lakosok száma | 1219 | 1161 | 1132 | 443  | 402  | 465  | 465  | 474  | 460  | 517  |
|               | 1869 | 1890 | 1921 | 1950 | 1980 | 2001 | 2017 | 2019 | 2022 | 2024 |